# Råbäcks mekaniska stenhuggeri

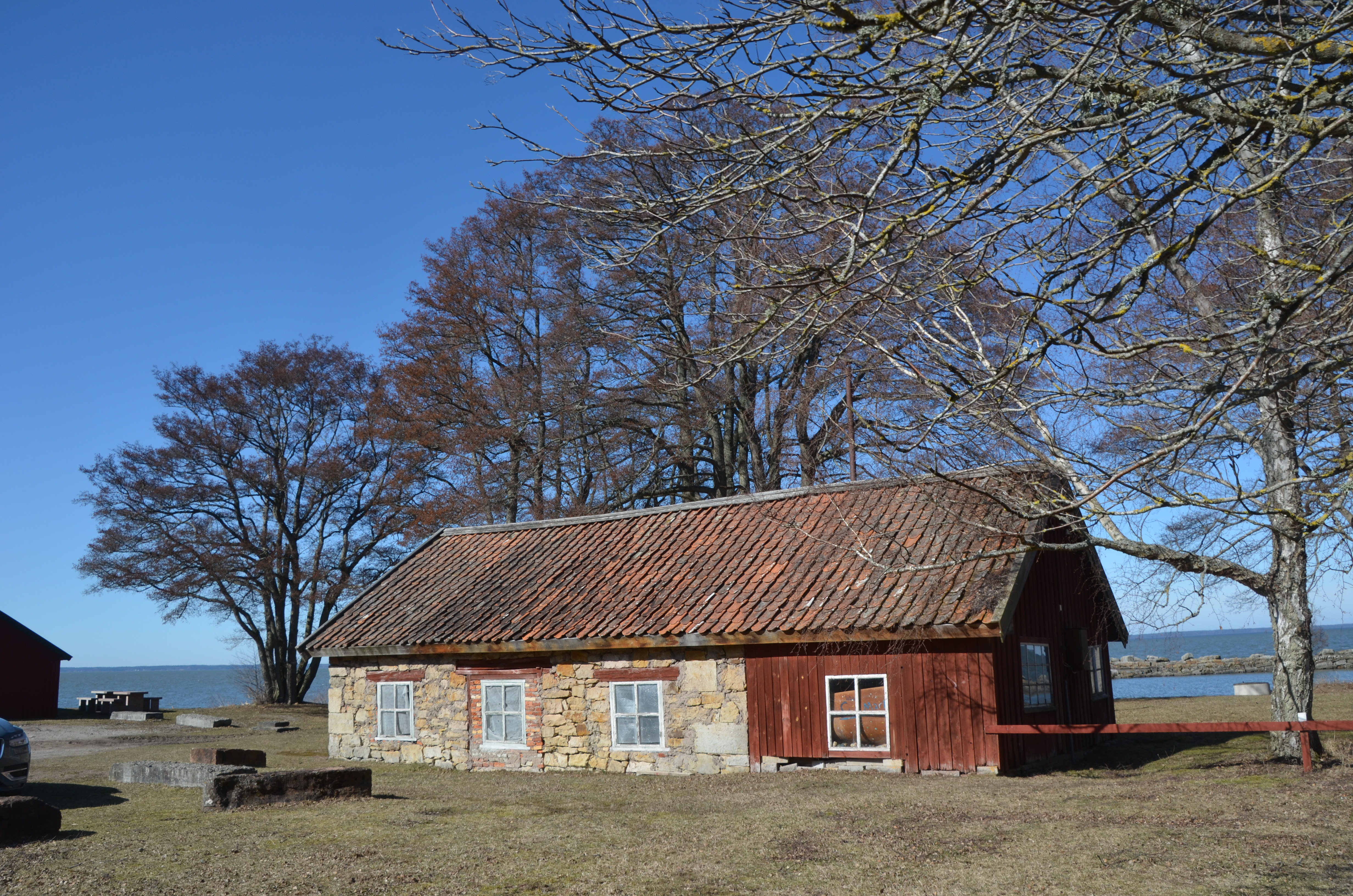

Råbäcks mekaniska stenhuggeri är ett industriminne och arbetslivsmuseum beläget på Kinnekulle i Götene kommun i Västra Götalands län. Det anlades 1888 av Carl Klingspor på Råbäcks egendom och drevs kommersiellt fram till 1970. Verksamheten var länge en del av Råbäcks egendom, som utöver jord- och skogsbruk även hade kvarn, mejeri, kalkbruk, rederi och turisthotell.
Vid stenhuggeriet tillverkades i första hand byggnadssten, men även gravvårdar, trädgårdssten och mycket annat. Råmaterialet var kalksten som bröts på Kinnekulle. Länge gick leveranserna med fartyg från egen hamn till städer kring Vänern och vid Västkusten. Från början drevs maskinerna med ånga, men redan 1912 elektrifierades driften. Som mest sysselsattes 50 man, varav drygt hälften arbetade i stenbrottet. 
Sedan 1983 är stenhuggeriet ett arbetslivsmuseum, med stiftelsen Råbäcks Mekaniska Stenhuggeri som huvudman. Samma år bildades föreningen Stenhuggeriets Vänner, som står för den praktiska verksamheten. Stiftelsen äger gamla hyvelverkstaden från 1888 och har nyttjanderätt till nya verkstaden från 1936 och även till kringliggande mark.
Stenhuggeriet ligger på en smal strandremsa mellan Kinnekulles sluttning och Vänern. Nära verkstäderna finns tre arbetarbostäder, några uthus och så hamnen, alla från det sena 1800-talet. Den gamla verkstaden med fyra stenhyvlar och bevarade remtransmissioner är skyddad som byggnadsminne sedan 1984. I maskinparken ingår dessutom flera sågar, svarvar och slipmaskiner.
Råbäcks mekaniska stenhuggeri har fått utmärkelsen Årets arbetslivsmuseum 2018.

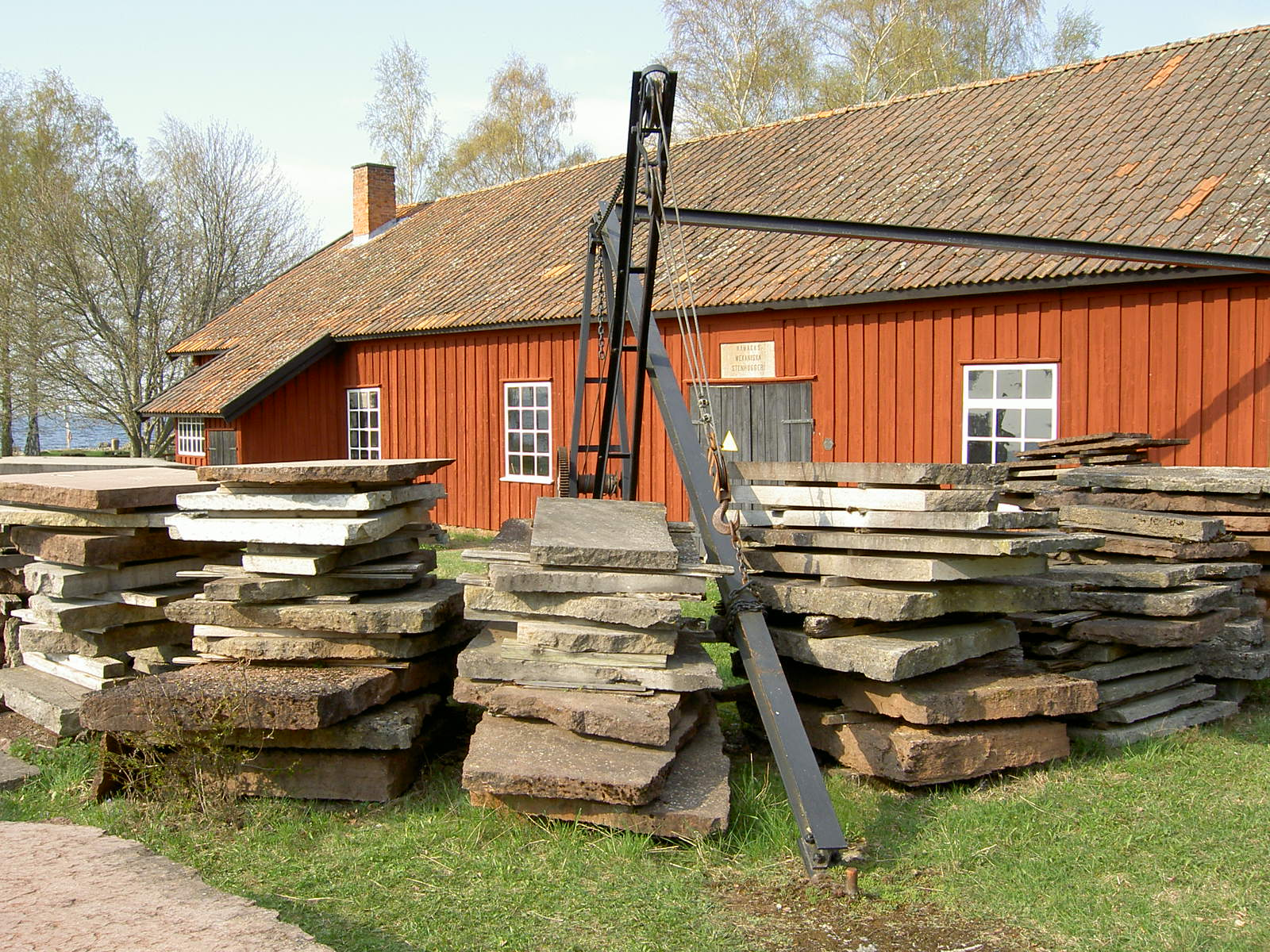
Gamla verkstaden från 1888
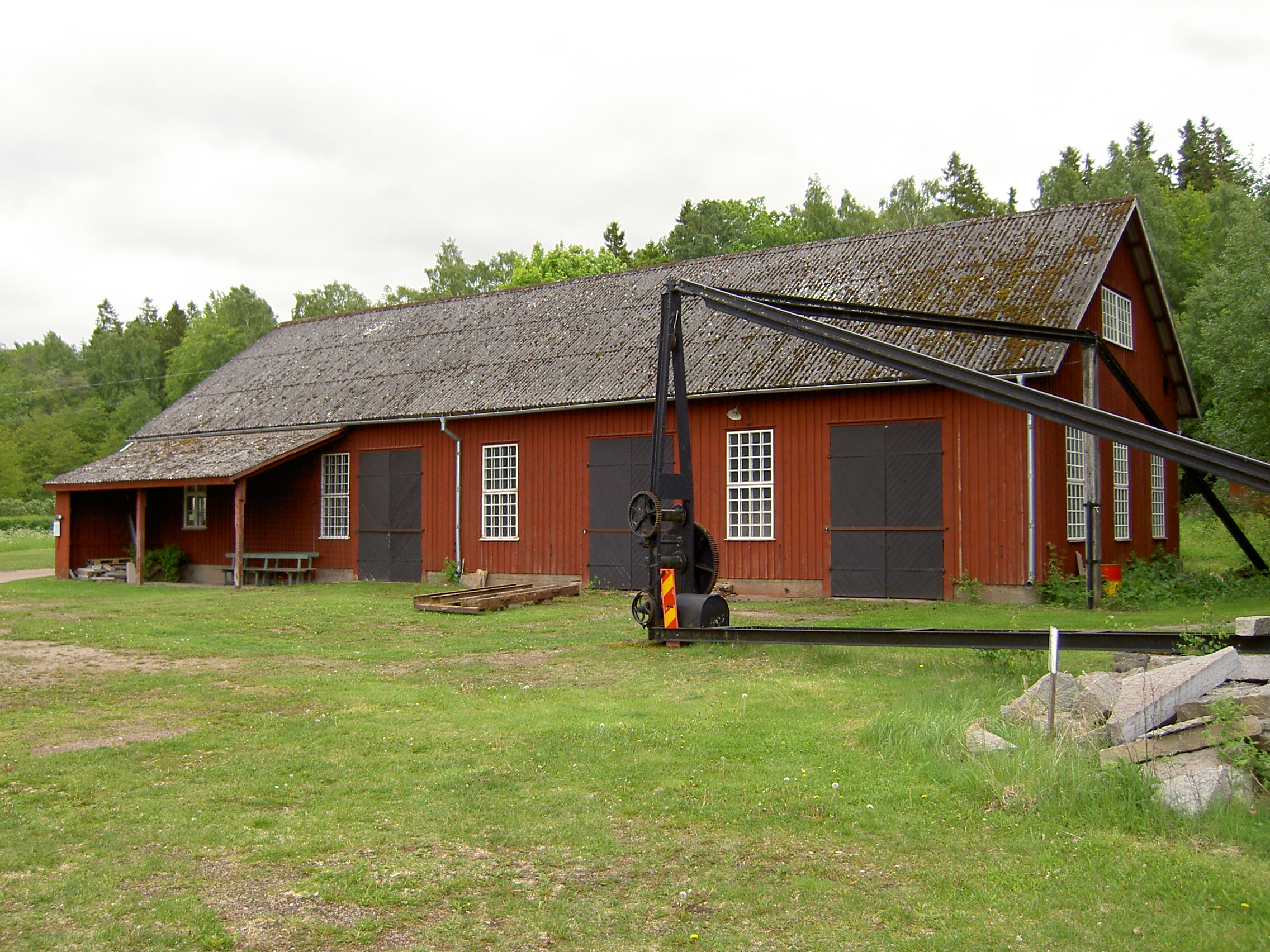
Nya verkstaden från 1936
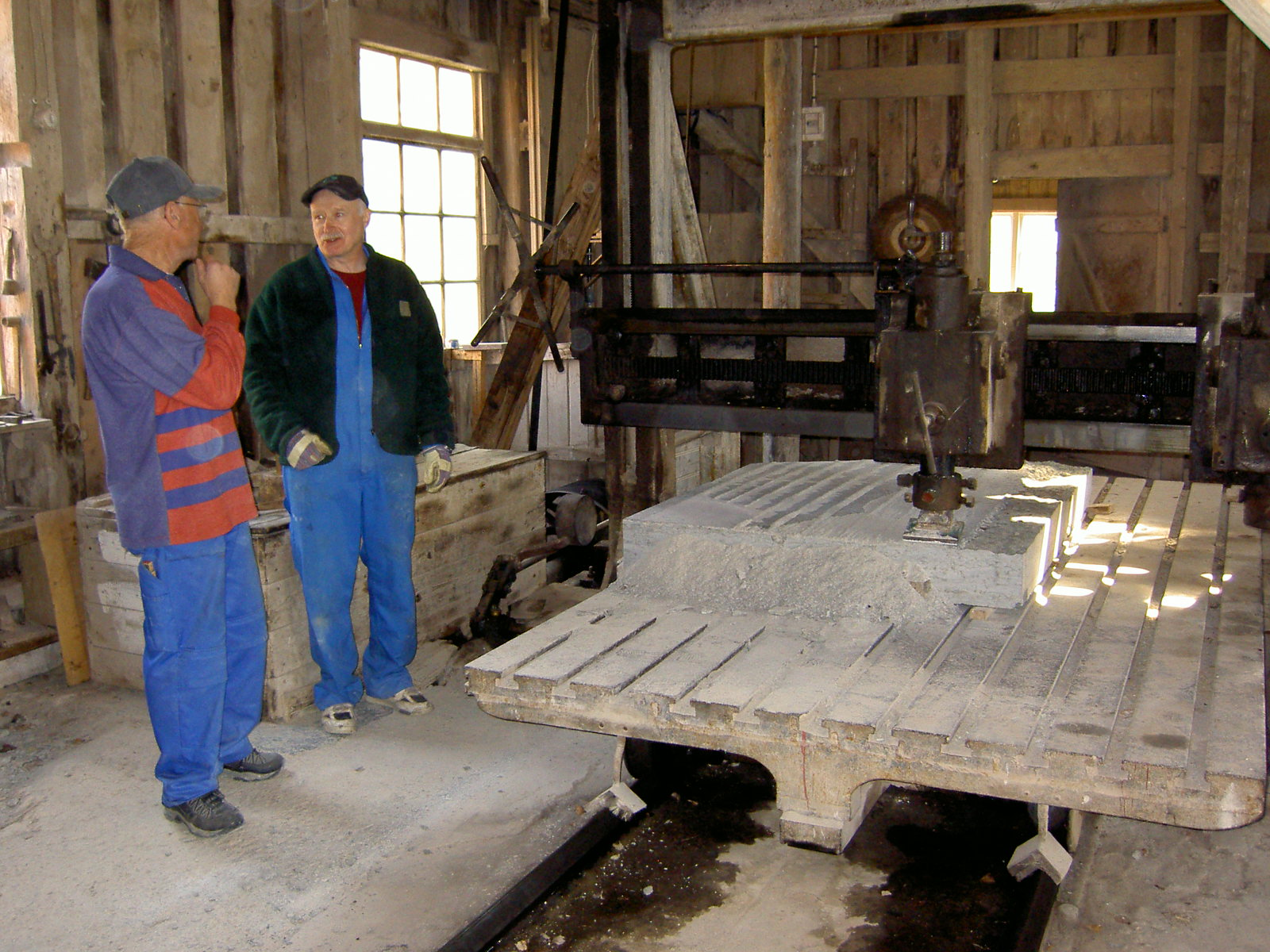
Hyvling i gamla verkstaden
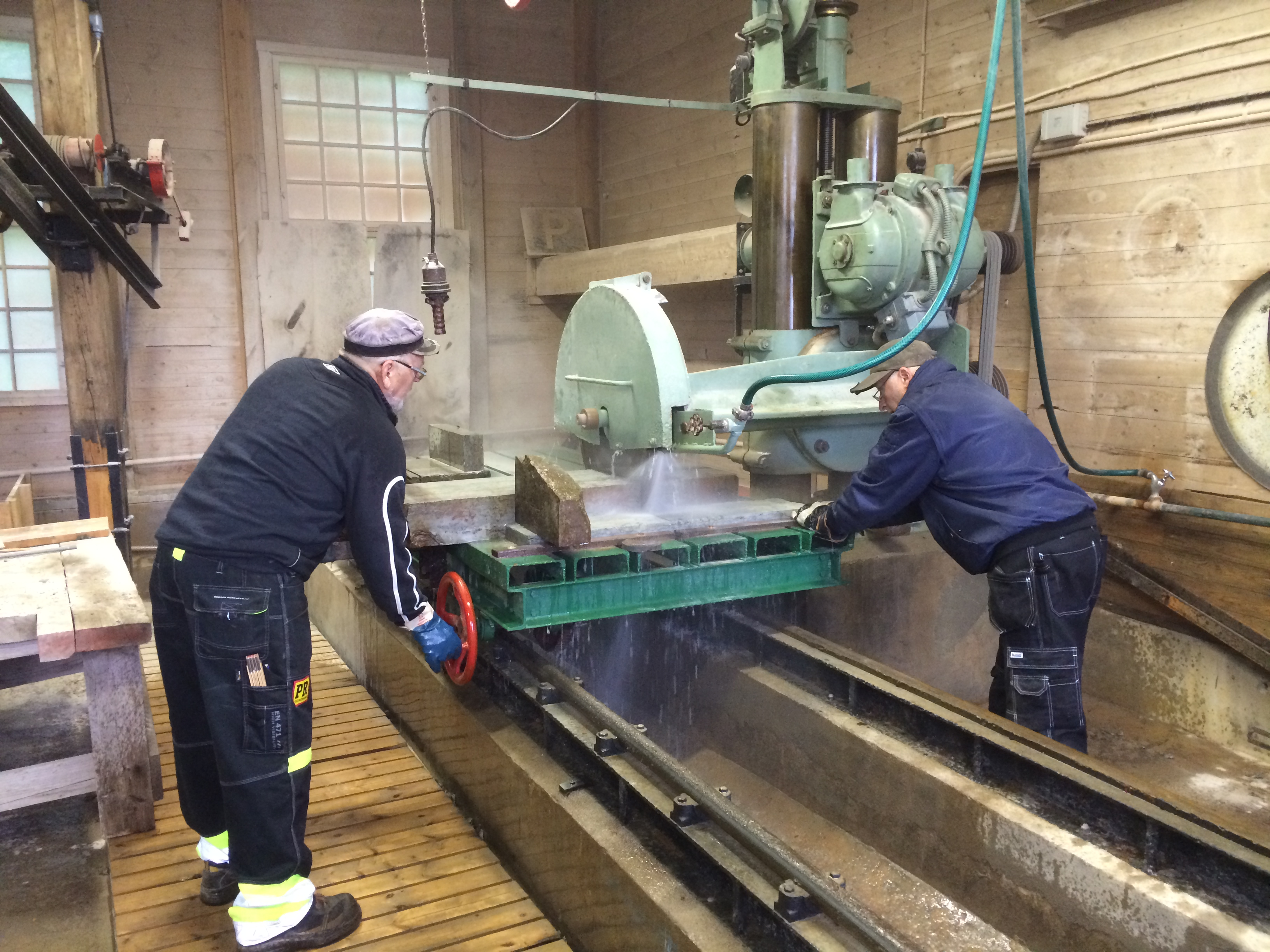
Kantsågning i nya verkstaden
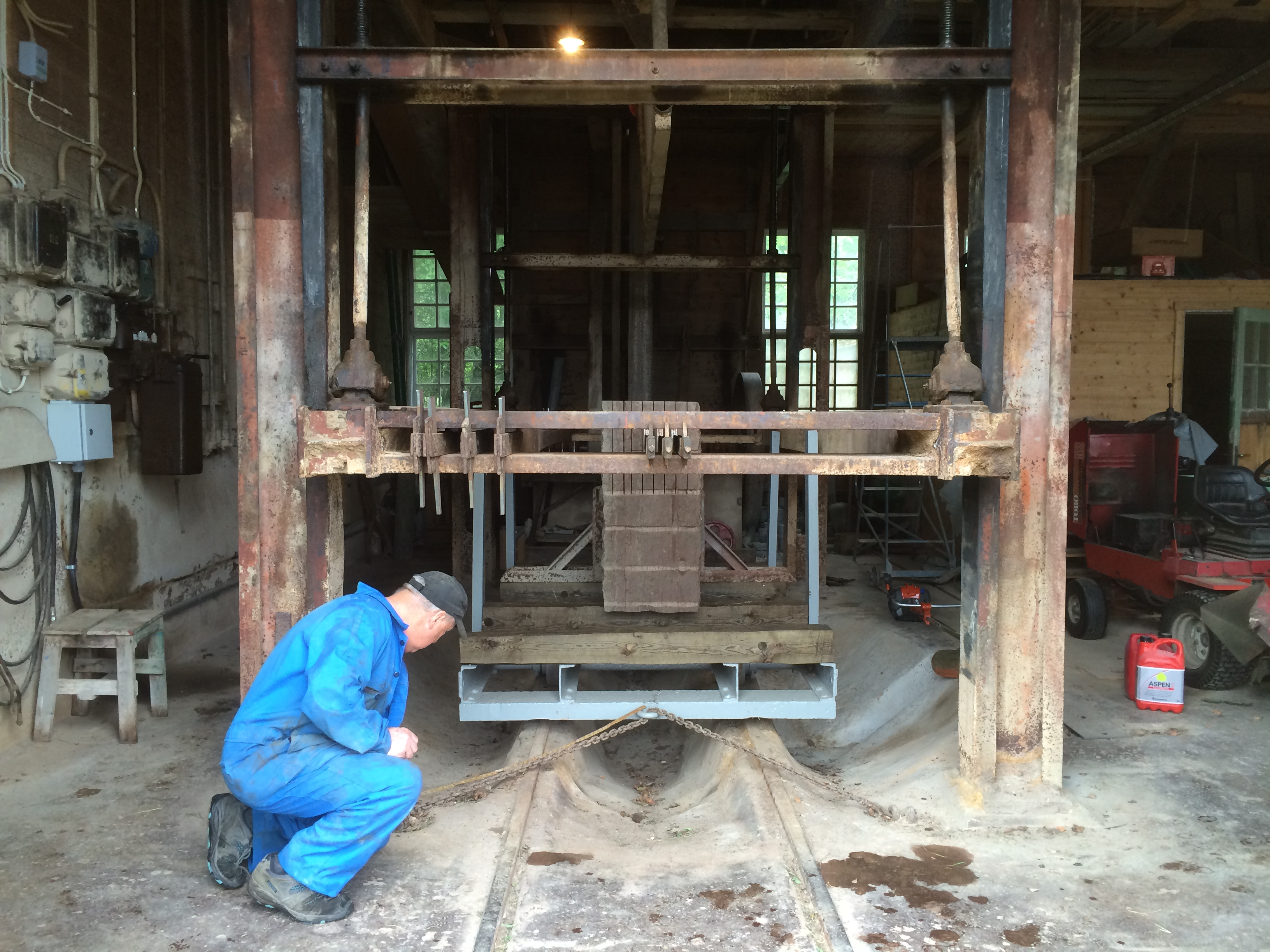
Ramsågen i nya verkstaden
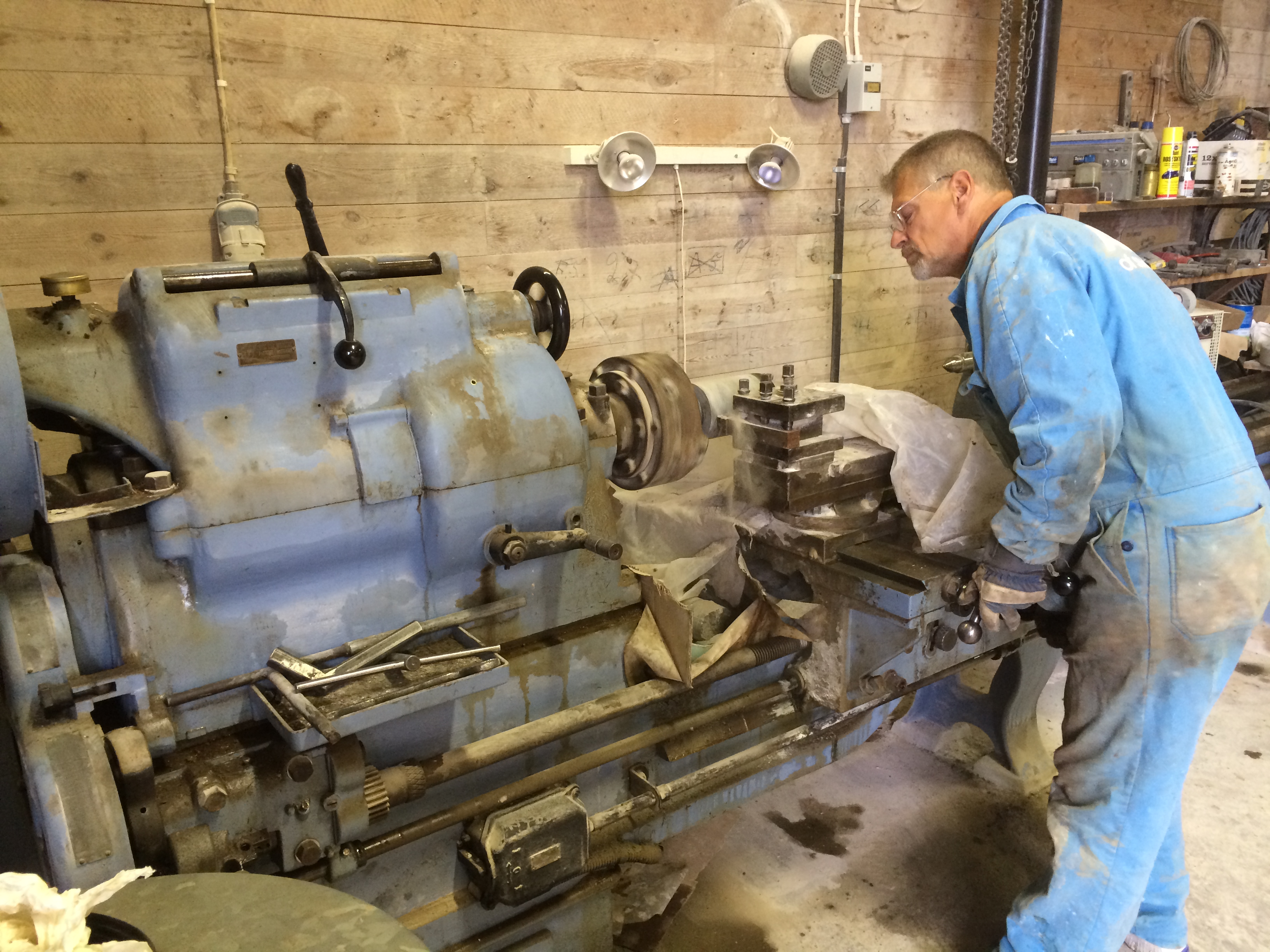
Svarvning i nya verkstaden
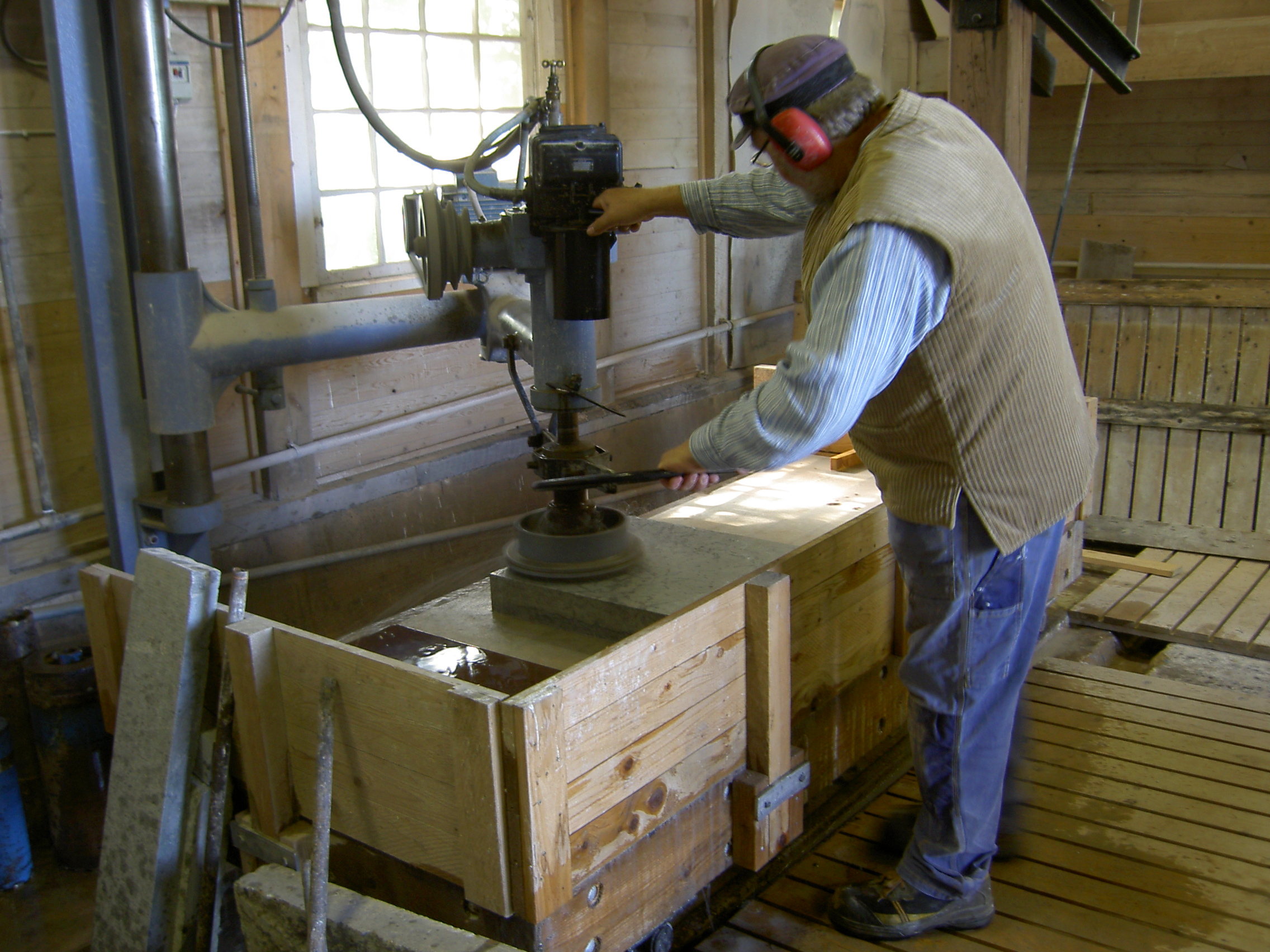
Slipning i nya verkstaden
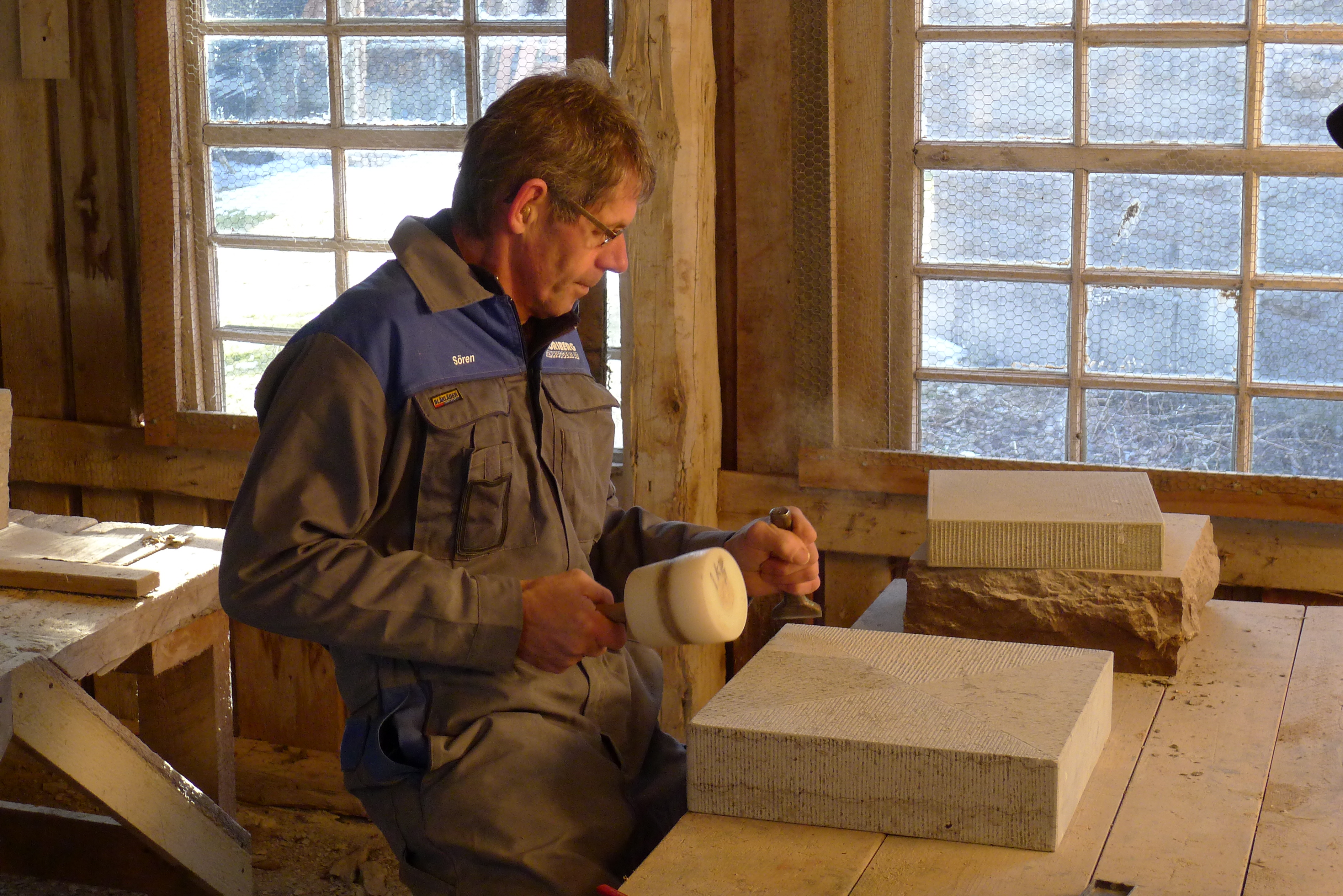
Handhuggning i gamla verkstaden
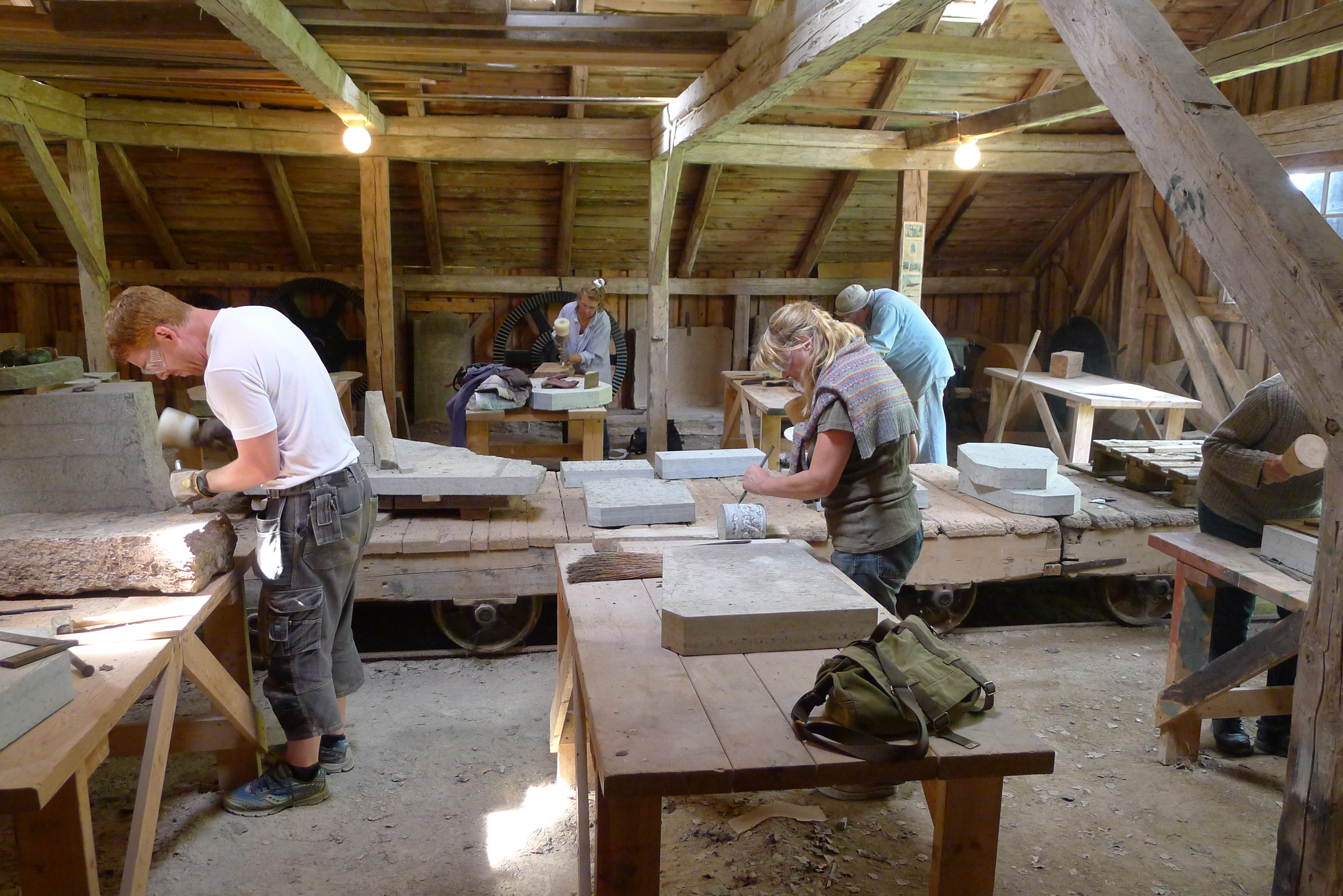
Sommarkurs i handhuggning
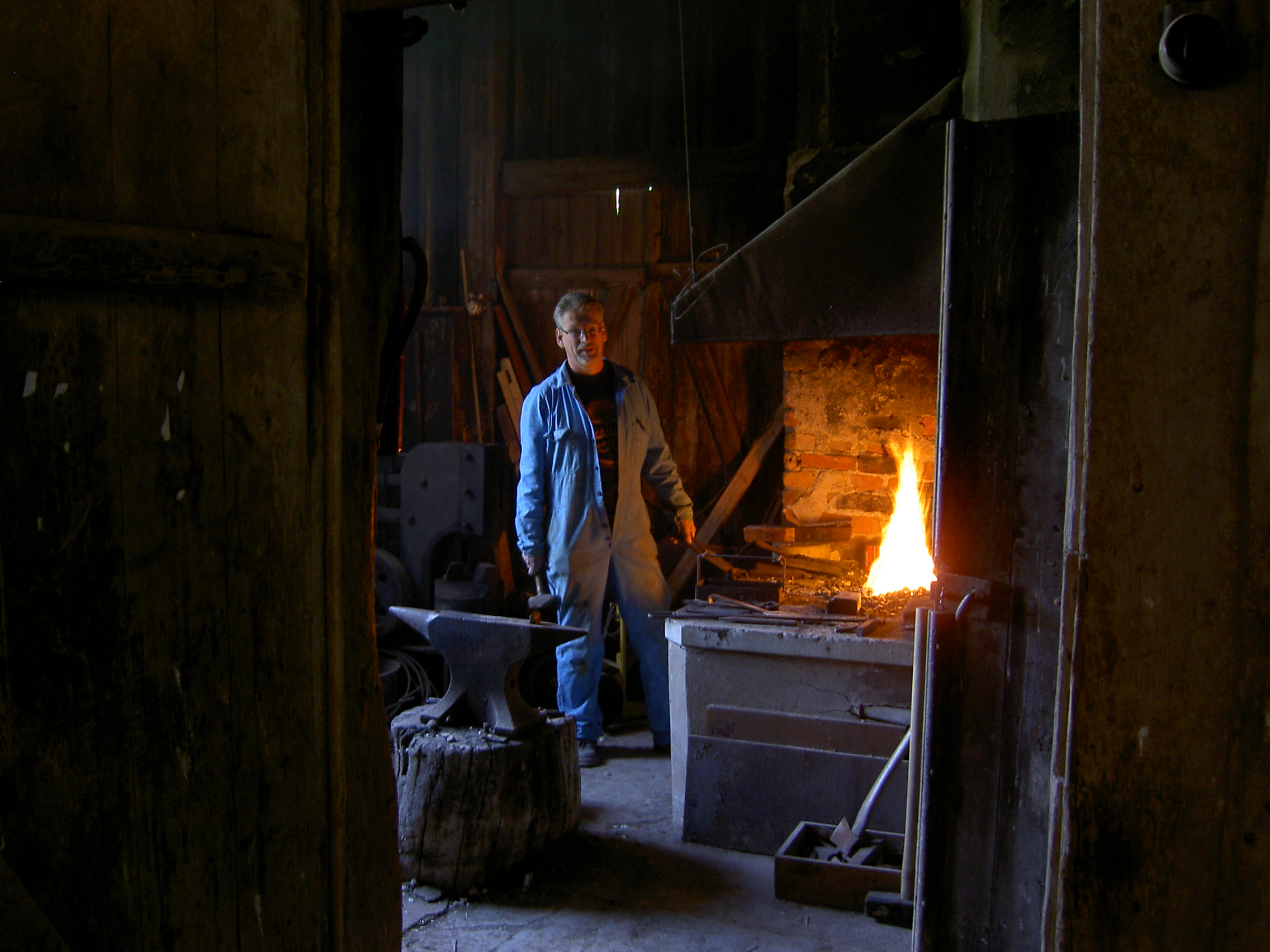
Smedjan i gamla verkstaden
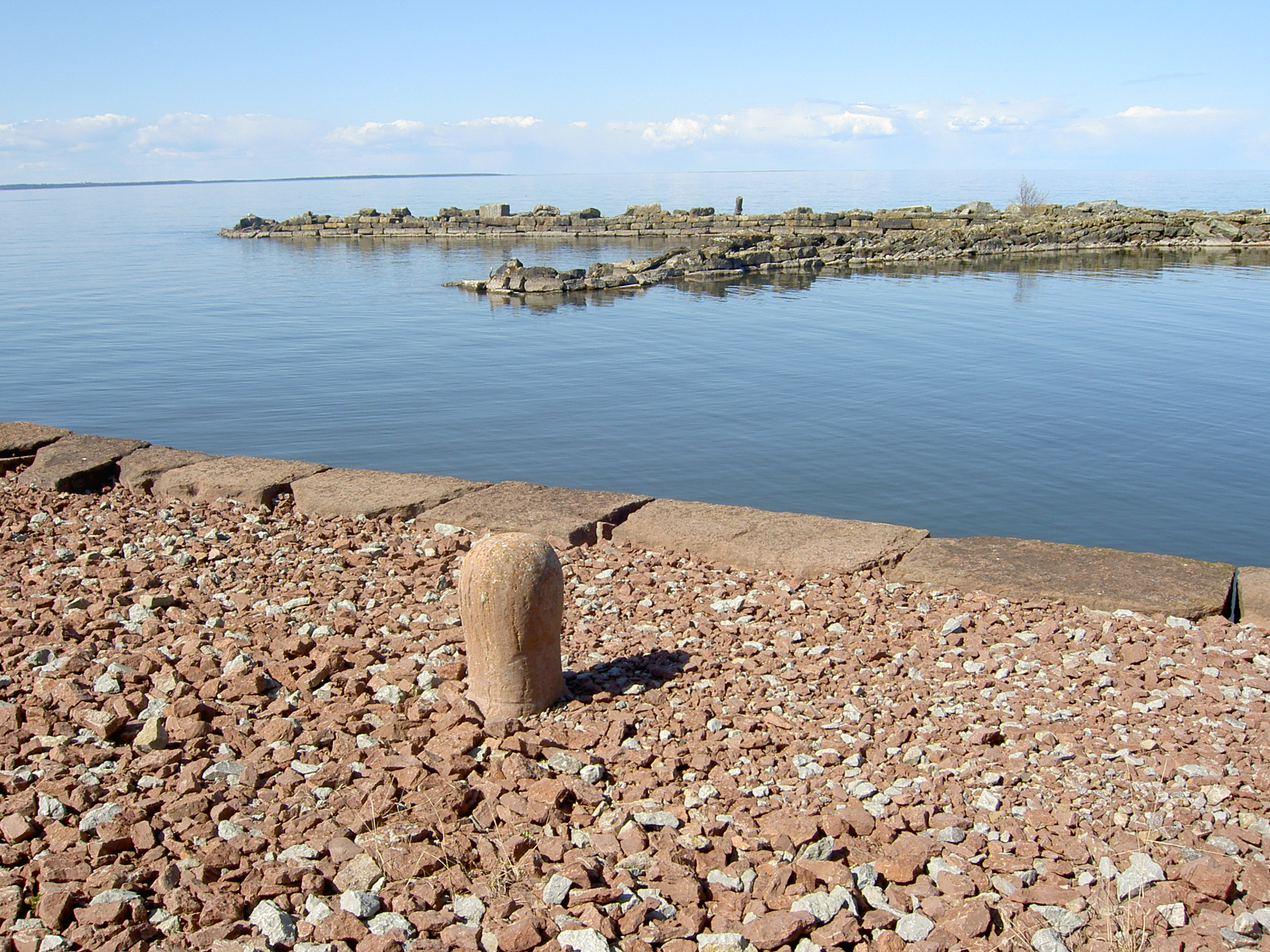
Stenhuggeriets hamn vid Vänern
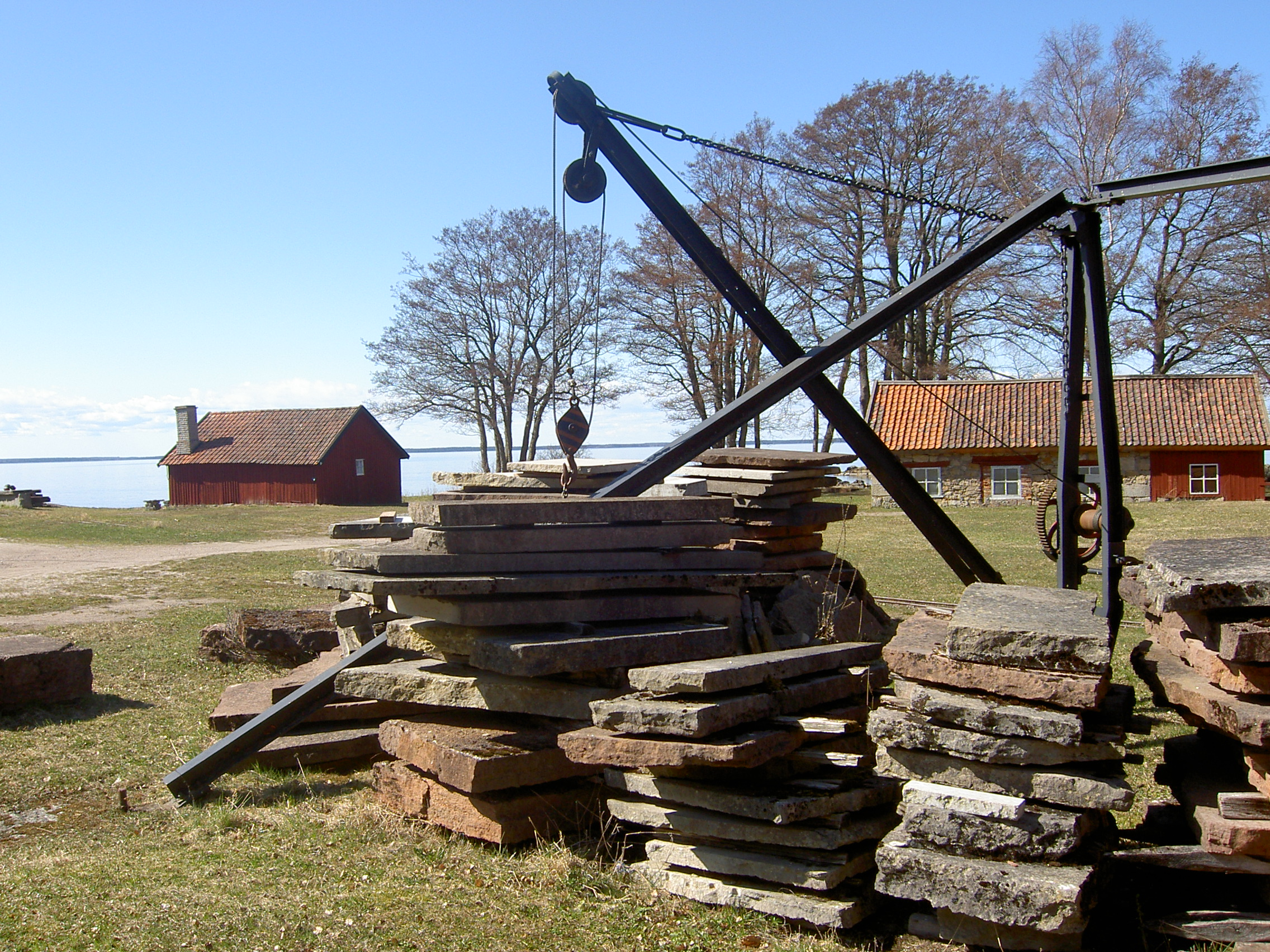
Verkstadsgården
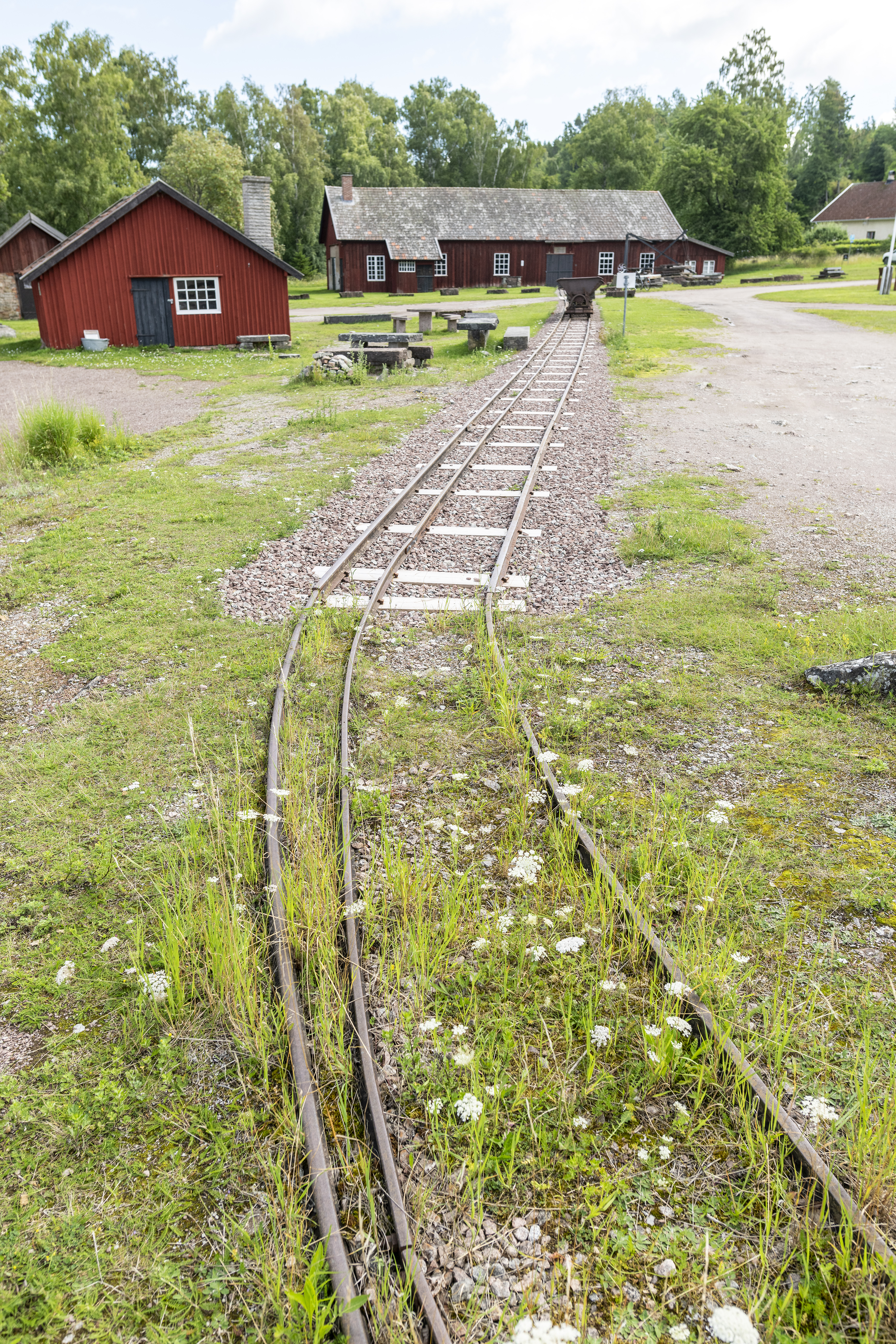
Spår.
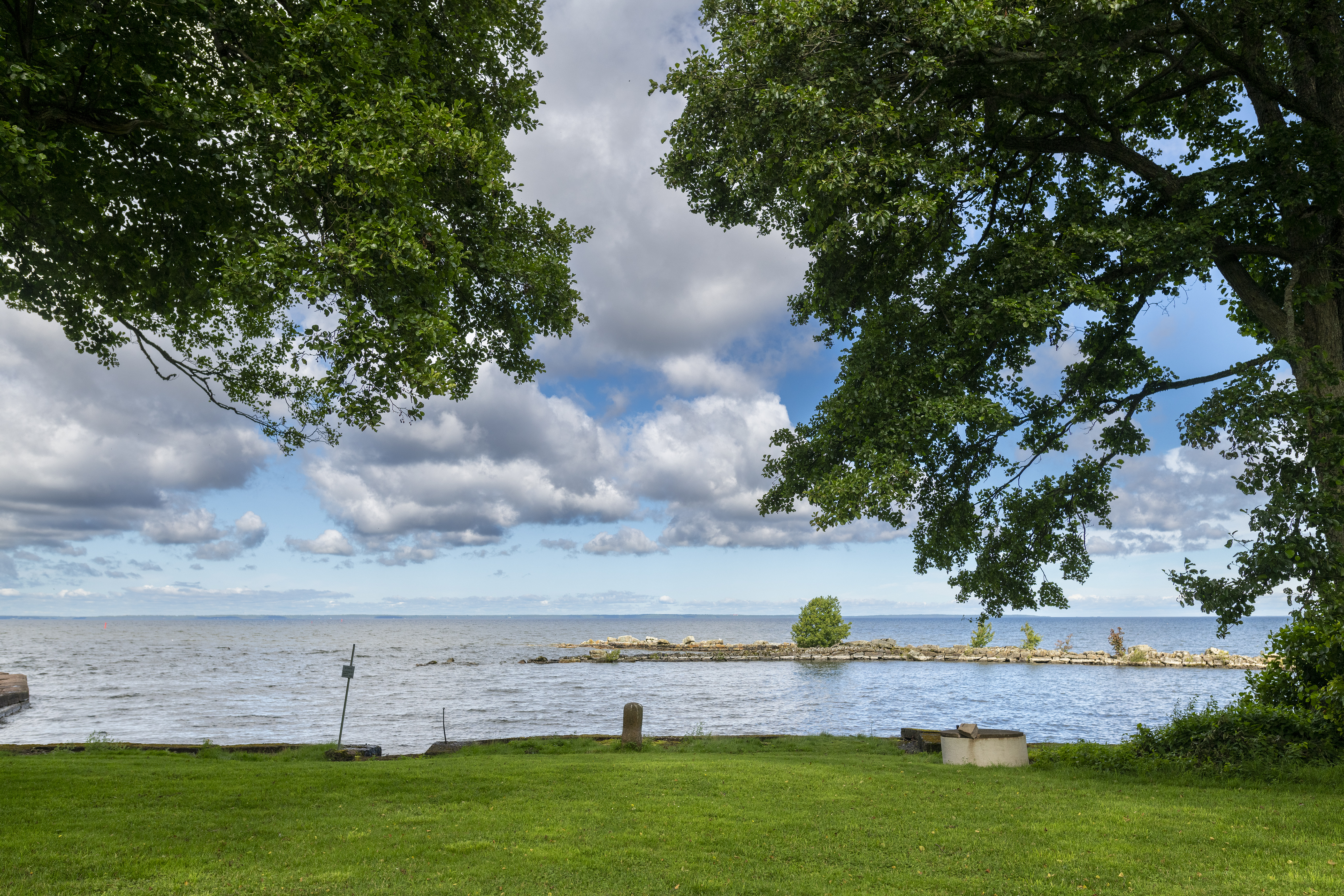
Hamnen.
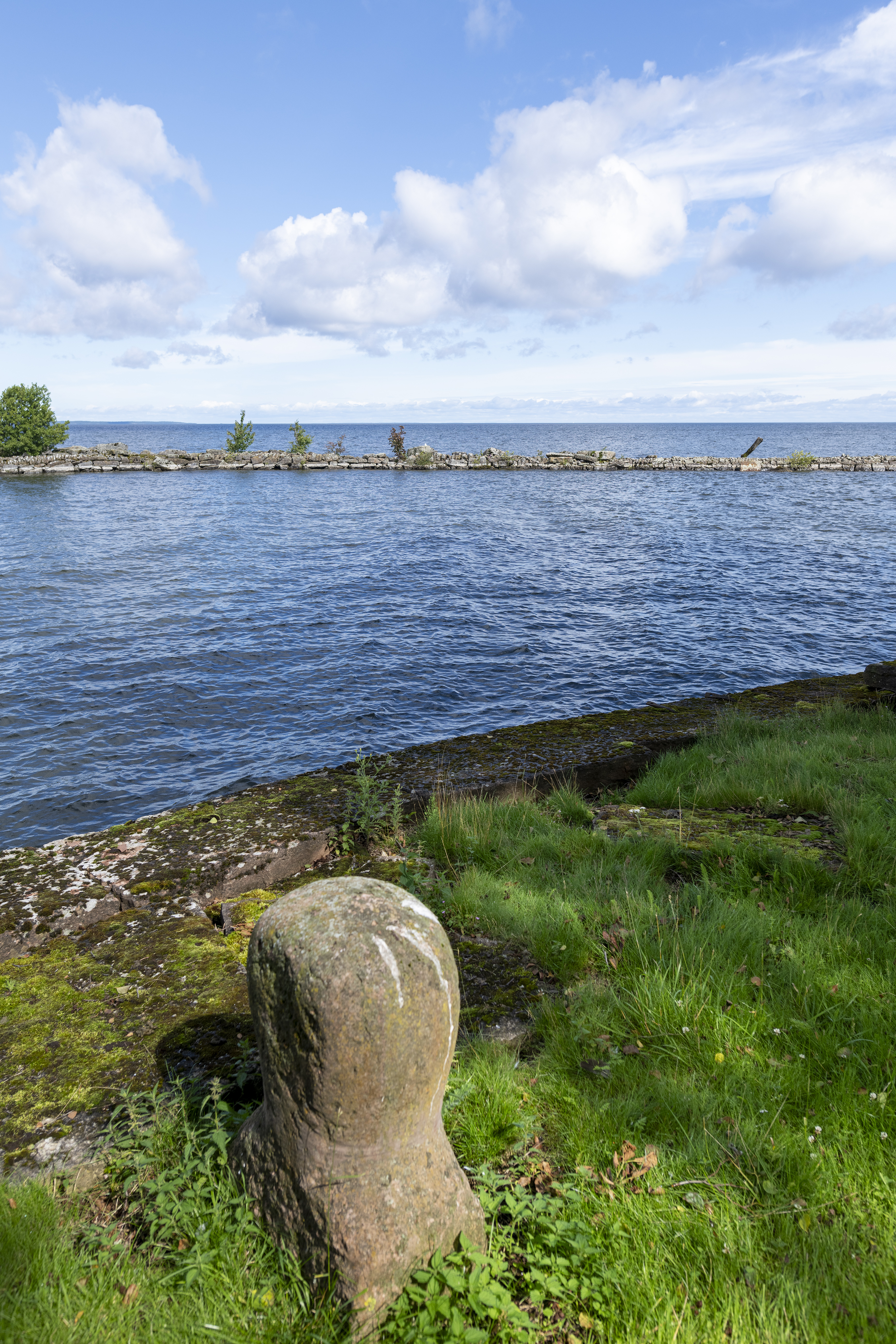
Hamnen.
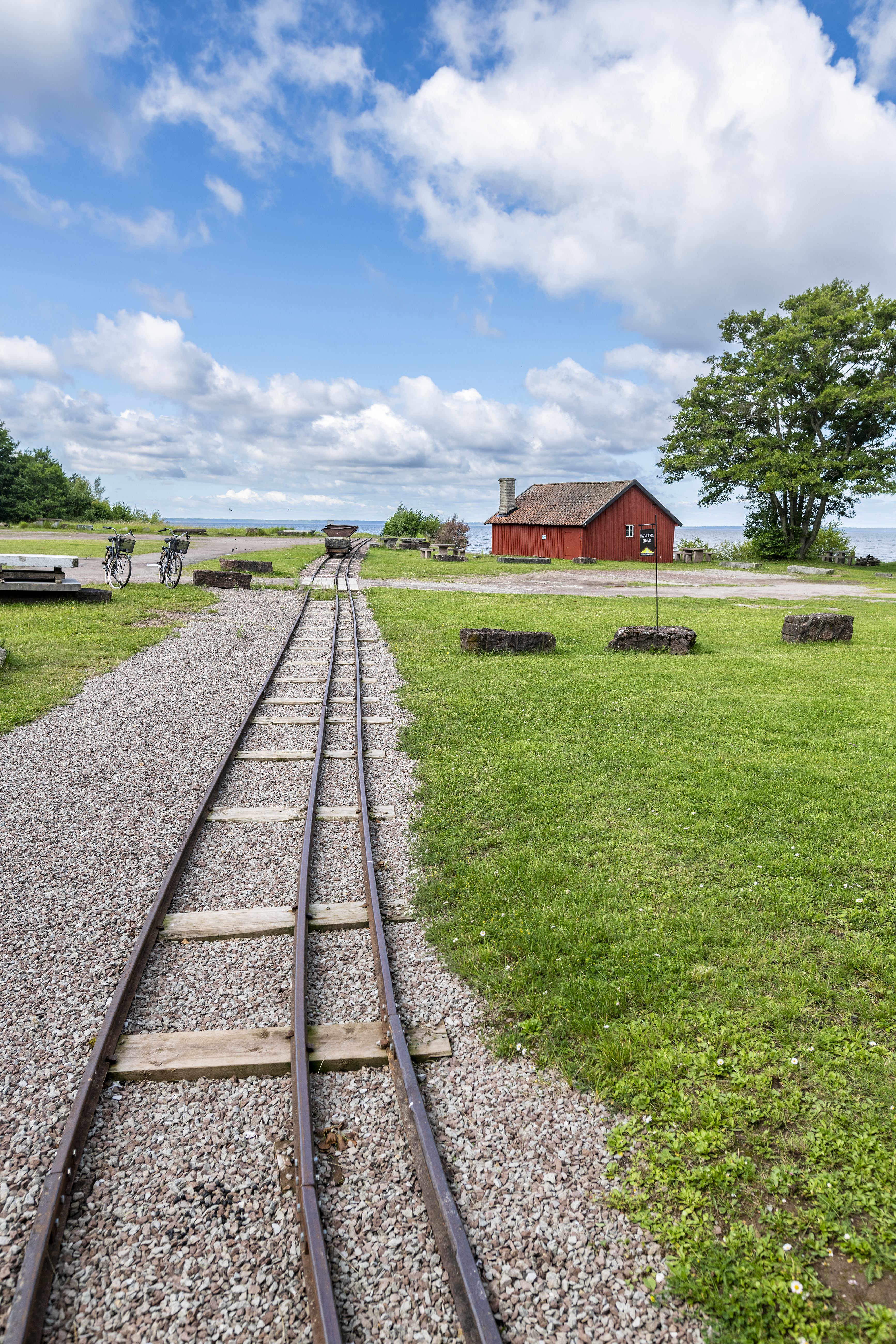
Spår.

## Film
- Stenhuggeri på Kinnekulle - en tusenårig tradition, ÅGO-produktion (Christer Åhlin, Carl-Gustav Gillström och Björn Obenius), inspelad 1981 på 16mm-film, premiär 1982, längd 50 minuter.